# Centro de Ensino Fundamental Metropolitana
O Centro de Ensino Fundamental Metropolitana é uma instituição de ensino pública brasileira, com sede em Núcleo Bandeirante, no Distrito Federal.

## Sobre
O Centro de Ensino Fundamental Metropolitana foi uma das primeiras insituições de ensino construídas na região do Distrito Federal, considerada como um relato de preservação da cultural da comunidade Metropolitana, na região de Núcleo Bandeirante.
Foi criada sob o nome de Escola Classe pela empresa Novacap em 20 de abril de 1958, sendo a única que manteve a estrutura preservada desde tal período. Sofreu duas pequenas reformas, em 1988 e 1990, incluindo a ampliação com novos blocos de salas de aula.
O seu tombamento como patrimônio material do Distrito Federal ocorreu em 12 de setembro de 1995, quando moradores do entorno solicitaram o feito, que foi realizado e incluiu tanto o centro de ensino quanto a praça e o campo de futebol que estão localizados ao fundo, bem como a Igreja Nossa Senhora Aparecida.
No entanto, o prédio histórico sofreu uma pintura em maio de 2013 em cores de tons vermelho, em possível alusão ao Partido dos Trabalhadores (PT), feito pelo então governador do Distrito Federal Agnelo Queiroz. O ato não foi visto com bons olhos pela comunidade, visto tratar-se de crime contra o patrimônio.